# Nazaræere
Nazaræere, er oprindeligt en betegnelse for de
kristne og blev også brugt om Jesus selv Matt. 26,71. Ordet blev tidligt fortolket som en afledning af navnet på en by, Nazareth (eller Nazeret), hvor Jesus skulle komme fra, men eksistenstensen af en by med dette navn fra 1. århundrede kan hverken bekræftes historisk eller arkæologisk. Den nværende by Nazareth er tilsyneladende først grundlagt et par århundrede senere.
Navnet blev brugt af de jødekristne i Palæstina, hos hvem det
gamle hebraiske navn holdt sig længst, fordi de
vedblev at tale aramæisk eller syrisk; og specielt
benyttedes det om de jødekristne i Berøa (Beroea, gr. Βέροια, det nuværende Aleppo) i Cølesyrien (Coele Syria), som havde et såkaldt
"Nazaræer-evangelium", der formodentlig har været en
frit bearbejdet aramaisk oversættelse af det græske
Matthæusevangelium.